# Fears
Fears è un singolo del cantautore statunitense Serj Tankian, pubblicato il 28 gennaio 2009.

## Descrizione
Si tratta di un brano inedito composto dal musicista appositamente per la campagna Global Write-A-Thon promossa da Amnesty International e svoltasi tra il 5 e il 14 dicembre 2008. Il brano venne reso disponibile per l'ascolto a partire da novembre 2008, venendo successivamente pubblicato per il download digitale pochi mesi più tardi.

## Tracce
1. Fears – 3:17